# Teupin Panah (Kaway XVI)
Teupin Panah is een bestuurslaag in het regentschap Aceh Barat van de provincie Atjeh, Indonesië. Teupin Panah telt 392 inwoners (volkstelling 2010).